# The Killing Moon
The Killing Moon è un singolo pubblicato nel 1984 dal gruppo post punk inglese di Echo & the Bunnymen, estratto dal loro quarto album Ocean Rain.
Fu tra i loro maggiori successi commerciali raggiungendo il 9º posto nella classifica inglese.

## Tracce
1. The Killing Moon (All Night Version)
2. The Killing Moon
3. Do It Clean (Registrato live al Royal Albert Hall Londra 18 luglio 1983)

## Utilizzo nei media

### Cinema
- L'ultimo contratto (Grosse Pointe Blank), regia di George Armitage (1997)
- Gia - Una donna oltre ogni limite, regia di Michael Cristofer (1998)
- Donnie Darko, regia di Richard Kelly (2001)
- La ragazza della porta accanto (The Girl Next Door), regia di Luke Greenfield (2004)
- The Howling: Reborn, regia di Joe Nimziki (2011)
- Totally Killer, regia di Nahnatchka Khan (2023)

### Televisione
- Spot promozionale per la televisione britannica per la serie televisiva Supernatural.
- Nello spot Events that Shook the World del canale Discovery World nel 2009.
- In Istinti primordiali quinto episodio della seconda stagione della serie Misfits.
- Spot della Audi nel 2012 intitolato Vampire Party.[3]
- Episodio 1x05 della serie tv Dead of summer, "How to stay alive in the woods".
- Episodio 2x03 della serie tv Scream Queens, "Handidade".
- Episodio 3x05 della serie tv Billions, “Flaw in the Death Star”.
- Episodio 1x07 della serie Netflix I Am Not Okay with This
- Episodio 1x03 della serie Netflix 1899
- Nei titoli di coda dell'episodio "Ricordi" della serie Amazon Red Oaks
- Episodio 2x09 della serie tv Yellowjackets, “Storytelling”.

### Videogiochi
- Vi sono riferimenti al brano in World of Warcraft.
- La canzone è parte della setlist di Rock Band 3.

## Cover
- 1997 - Pavement
- 2006 - Grant-Lee Phillips
- 2006 - Nouvelle Vague
- 2017 - A-ha (con Ian McCulloch)[4]